# باسارغاد
باسارغاد أو باسارجاد (بالفارسية: پاسارگاد) هي مدينة في فارس القديمة كانت أول عاصمة للأخمينيين في أيّام كورش الكبير (سايروس)، وتقع هذا اليوم في ناحية سعادة شهر.
من آثارها قصور وقبر كورش الكبير. اليوم هي موقع أثري هام واحد مواقع منظمة اليونسكو للتراث العالمي. تقع على بعد 87 كم شمال شرق برسيبوليس، في محافظة فارس في إيران. بناها كوروش الكبير كعاصمة له في حوالي 546 قبل الميلاد وظلّت عاصمة لفارس حتى بنى داريوس الكبير العاصمة برسيبوليس.

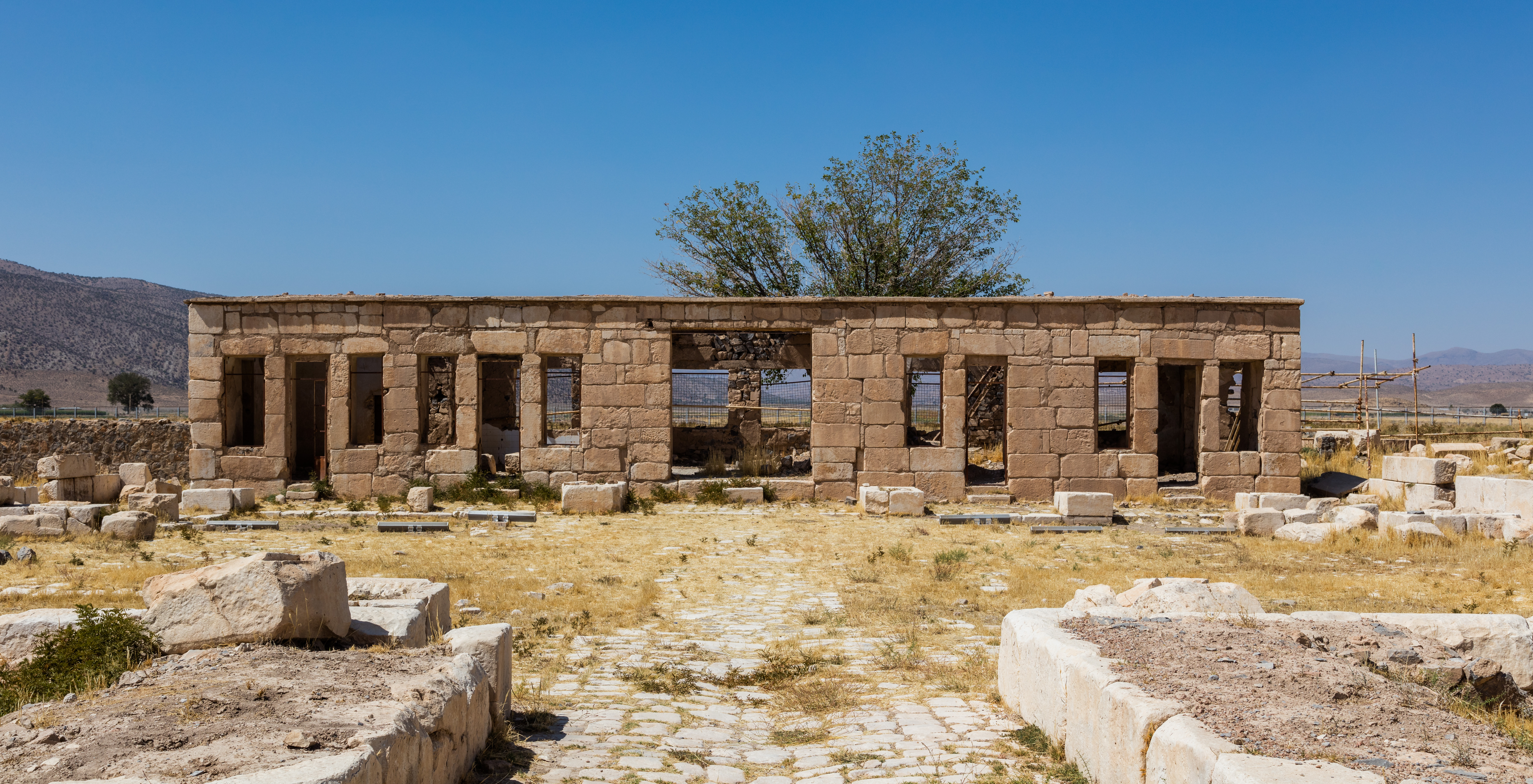
باسار غاد، أيران

## الموقع على الخريطة
الموقع على الخريطة

## أعلام
- بارديا
- أتوسا
- قمبيز الأول
- قمبيز الثاني